# Wybory parlamentarne na Litwie w 1926 roku
Wybory parlamentarne na Litwie w 1926 roku odbyły się w dniach 8–10 maja 1926. Wybrano w nich Sejm Republiki Litewskiej III kadencji, ostatni demokratyczny parlament w dziejach przedwojennej Litwy. 

## Historia
Wybory zostały zarządzone przez prezydenta Aleksandra Stulginskisa na skutek upływu kadencji Sejmu II kadencji. Wyborcy mieli za zadanie wybrać 85 posłów do nowego Sejmu – zwiększenie ich liczby było spowodowane przyłączeniem do Litwy w 1923 Kraju Kłajpedy. 
Najlepszy wynik wyborczy zanotował Blok Chrześcijańsko-Demokratyczny, jednak w porównaniu z wyborami z 1923 stracił 16% głosów, pozostając bez szans na samodzielne stworzenie rządu. Sukces odniosły partie centrolewicy: Związek Ludowy uzyskał 6 mandatów więcej niż w poprzednim Sejmie, a socjaldemokraci podwoili ich liczbę. Po raz pierwszy do parlamentu dostał się Związek Litewskich Narodowców, który startował w bloku wyborczym z Litewskim Ludowym Związkiem Chłopskim i Partią Rolników, której przedstawiciele również po raz pierwsi zasiedli w sejmowych ławach. W nowym parlamencie zabrakło przedstawiciela narodowości rosyjskiej, znaczne straty poniosła mniejszość żydowska, za to pojawili się Niemcy z Kłajpedy. Swój stan posiadania zachowali Polacy. 
W wyniku wyborów wyłoniła się centrolewicowa koalicja ludowców z socjaldemokratami wsparta przez mniejszości narodowe, która przejęła władzę w czerwcu 1926, odsuwając od rządów chadecję.

## Podział mandatów w Sejmie
| partia                              | mandaty |
| ----------------------------------- | ------- |
| Blok Chrześcijańsko-Demokratyczny   | 30      |
| Litewski Ludowy Związek Chłopski    | 22      |
| Litewska Partia Socjaldemokratyczna | 15      |
| Kłajpedzianie                       | 5       |
| Polacy                              | 4       |
| Żydzi                               | 3       |
| Związek Litewskich Narodowców       | 3       |
| Litewska Partia Rolników            | 2       |
| Niemcy                              | 1       |
| Razem                               | 85      |